# Aglaia (Gattin des Charopos)
Aglaia (altgriechisch Ἀγλαΐα Aglaḯa, deutsch ‚Glanz, Pracht‘) ist in der griechischen Mythologie die Gattin des Charopos, des Königs von Syme.
Sie gebar laut der Ilias den Nireus, der nach Achilleus der Schönste der Griechen vor Troja war.